# Vivarikanalen
Vivarikanalen (albansk: Kanali i Butrintit, også kendt som Butrinto floden) forbinder Butrintsøen i Albanien med Korfustrædet, og grænser til halvøen Butrint .
Vandet i kanalen løber i begge retninger, fra søen til havet og omvendt under stigende tidevand. En pontonfærge forbinder landet i syd med halvøen i nord, i Butrint Nationalpark . To små forter er placeret i den sydlige del af kanalen; begge blev bygget under regeringen af Ali Pasha fra Ioannina .
Ifølge internationale organisationer fungerer kanalens udløb som afgrænsning, mellem Adriaterhavet  og det Ioniske Hav.
Kanalen skaber en unik situation i Lake Butrint, som får både  ferskvand og saltvand, hvilket skaber ideelle betingelser for opdræt af bløddyr som f.eks. muslinger Under det kommunistiske regime plejede mange studerende at melde sig frivilligt om sommeren for at søge efter gamle ruiner i Butrint Nationalpark.